# Florence Ellen Hewitt
Florence Ellen Hewitt  (1910-1979) fue una botánica, algóloga, y zoóloga sudafricana, que trabajó extensamente en todo el sur de África. Era hija del naturalista y herpetólogo John Hewitt (1880-1961).

## Algunas publicaciones
- 1955. Studies of Hypnea spicifera. Editor	Rhodes University

### Libros
- 1976. Marine Algae from Southern Africa: 2. Morphology and Taxonomy of Five Foliaceous Florideophyceae (Rhodophyta). Investigational report 110. Con R. H. Simons. Editor Rep. of South Africa, Dep. of Industries, Sea Fisheries Branch, 46 pp.

- 1960. A Morphological Study of Three South African Gigartinales. Vols. 32-33 de Univ. of California Berkeley, Calif: publications in botany. Editor Univ. of California Press, 30 pp.

## Honores

### Eponimia
Especies
- (Crassulaceae) Oreosedum hewittii (Chamberlain) Grulich[2]

- (Myrsinaceae) Ardisia hewittii Furtado ex B.C.Stone[3]

- La abreviatura «Hewitt» se emplea para indicar a Florence Ellen Hewitt como autoridad en la descripción y clasificación científica de los vegetales.[4]

## Abreviatura (zoología)
La abreviatura Hewitt  se emplea para indicar a Florence Ellen Hewitt como autoridad en la descripción y taxonomía en zoología.